# گورستان بوج ده
گورستان بوج ده مربوط به دوران‌های تاریخی پس از اسلام است و در شهرستان رودسر، بخش رحیم آباد، روستای ویشکی واقع شده و این اثر در تاریخ ۲۷ بهمن ۱۳۸۲ با شمارهٔ ثبت ۱۰۹۹۳ به‌عنوان یکی از آثار ملی ایران به ثبت رسیده است.